# ОШ „Милена Павловић Барили” Београд
ОШ „Милена Павловић Барили” једна је од основних школа у Београду. Налази се у улици Ромена Ролена 67, у општини  Палилула, а основана је 2012. године.

## Опште информације
Школа се налази у насељу Вишњичка бања на Палилули, а основана је одлуком Скупштине града Београда, на седници одржаној 12. априла 2012. године. Током школске 2016/2017. године школу је похађало 970 ученика распоређених у 37 одељења. Настава у школи почела је од 3. септембра 2012. године, а школа је прилагођена особама са инвалидитетом.
Настава се одвија у 24 учионице и 8 кабинета, као и у фискултурној сали и на отвореним теренима у дворишту школе. Организован је продужени боравак за ђаке од првог до четвртог разреда. Носи име по Милени Павловић-Барили,  српској сликарки. У оквиру школе постоји биолошка, ир, тит и математичка секција.